# Rig N Roll
Rig N Roll är ett truckingspel som släpptes 2009 i Ryssland och kom ut i resten av världen 16 april 2010. Spelet är för Windows och utspelar sig i USA år 2014.
Spelet är gjort av 1C och SoftLab-nsk. Detta spel innehåller några av de mest kända lastbilarna i Nordamerika. Mer exakt är man i Kalifornien och kliver rakt in i en lastbilschaufförs liv i USA. 